# Tarasivka, Jmerînka
Tarasivka (în ucraineană Тарасівка) este localitatea de reședință a comunei Tarasivka din raionul Jmerînka, regiunea Vinnița, Ucraina.

## Demografie
Componența lingvistică a localității Tarasivka
     Ucraineană (98,26%)
     Rusă (1,31%)
     Alte limbi (0,29%)
Conform recensământului din 2001, majoritatea populației localității Tarasivka era vorbitoare de ucraineană (98,26%), existând în minoritate și vorbitori de rusă (1,31%).